# Specie di Sideritis
Elenco delle specie di Sideritis:

## A
- Sideritis ajpetriana Klokov, 1960
- Sideritis akmanii Aytac, Ekici & Donmez, 1996
- Sideritis albiflora Hub.-Mor., 1978
- Sideritis altiatlantica (Font Quer) Peris, Stübing & Figuerola, 1990
- Sideritis amagroi Marrero Rodr. & B.Navarro, 2003
- Sideritis amasiaca Bornm., 1932
- Sideritis antiatlantica (Maire) Rejdali, 1988
- Sideritis arborescens Salzm. ex Benth., 1834
- Sideritis arguta Boiss. & Heldr., 1859
- Sideritis argyrea P.H.Davis, 1949
- Sideritis armeniaca Bornm., 1932
- Sideritis atlantica Pomel, 1874
- Sideritis atrinervia Klokov, 1960

## B
- Sideritis barbellata Mend.-Heuer, 1974
- Sideritis bilgeriana P.H.Davis, 1951
- Sideritis boissieriana Peris & al., 1994
- Sideritis bolleana Bornm., 1924
- Sideritis bourgeana Boiss. & Reut., 1859
- Sideritis brevibracteata P.H.Davis, 1949
- Sideritis brevicaulis Mend.-Heuer, 1974
- Sideritis brevidens P.H.Davis, 1951
- Sideritis bubanii Font Quer, 1920

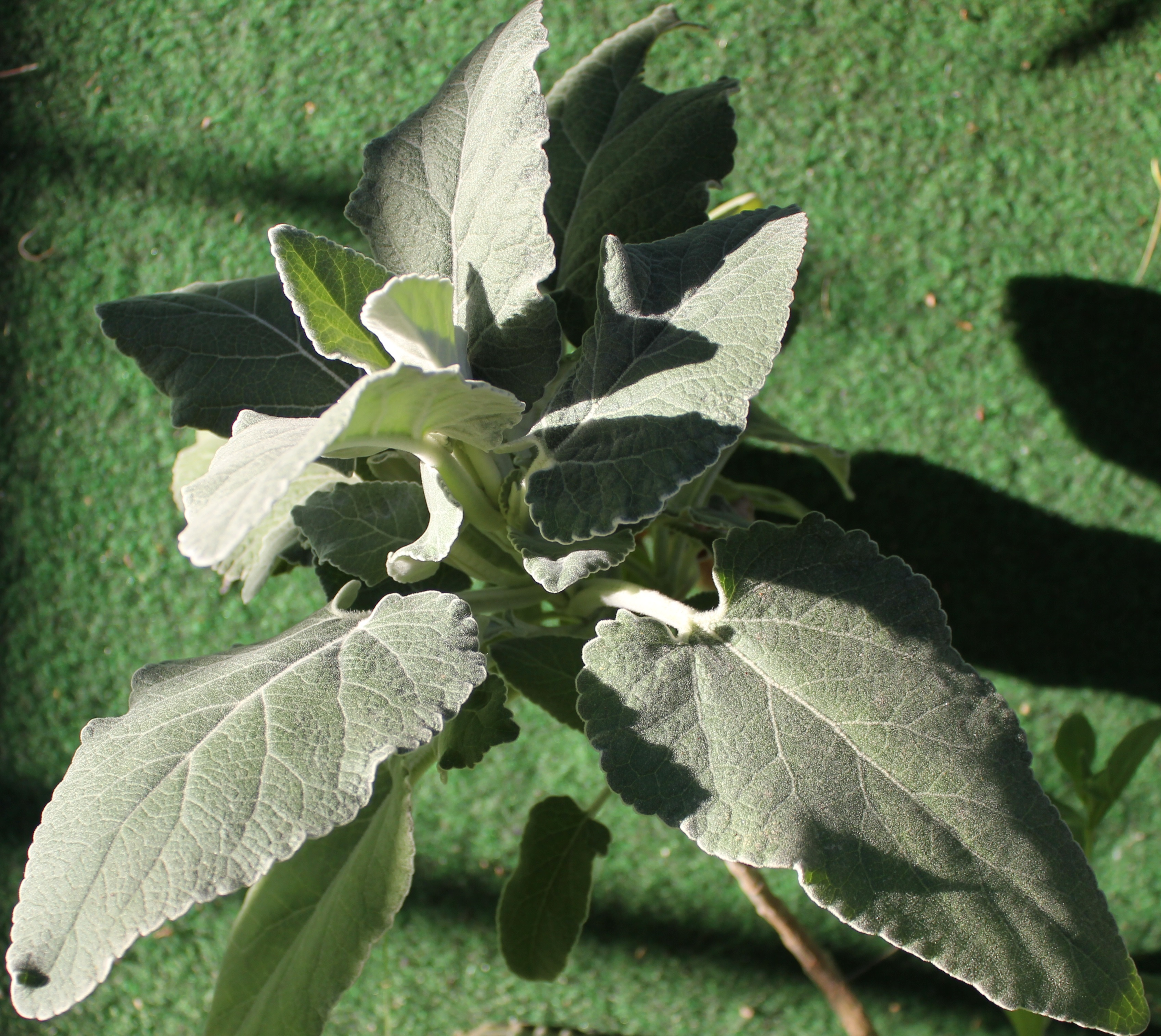
Sideritis barbellata

## C
- Sideritis caesarea H.Duman, Aytaç & Baser, 1998
- Sideritis calduchii Cirujano & al., 1994
- Sideritis canariensis L., 1753
- Sideritis candicans Aiton, 1789
- Sideritis carbonellii Socorro, 1982
- Sideritis carolipauana Peris & Stübing, 1997
- Sideritis catillaris Juz., 1950
- Sideritis chamaedryfolia Cav., 1797
- Sideritis cilicica Boiss. & Balansa, 1859
- Sideritis cirujanoi Romo & al., 1995
- Sideritis clandestina (Bory & Chaub.) Hayek, 1929
- Sideritis condensata Boiss. & Heldr., 1853
- Sideritis congesta P.H.Davis & Hub.-Mor., 1951
- Sideritis cossoniana Ball, 1878
- Sideritis cretica L., 1753
- Sideritis cuatrecasasii Peris, Stübing & Figuerola, 1990
- Sideritis cypria Post, 1900
- Sideritis cystosiphon Svent., 1969

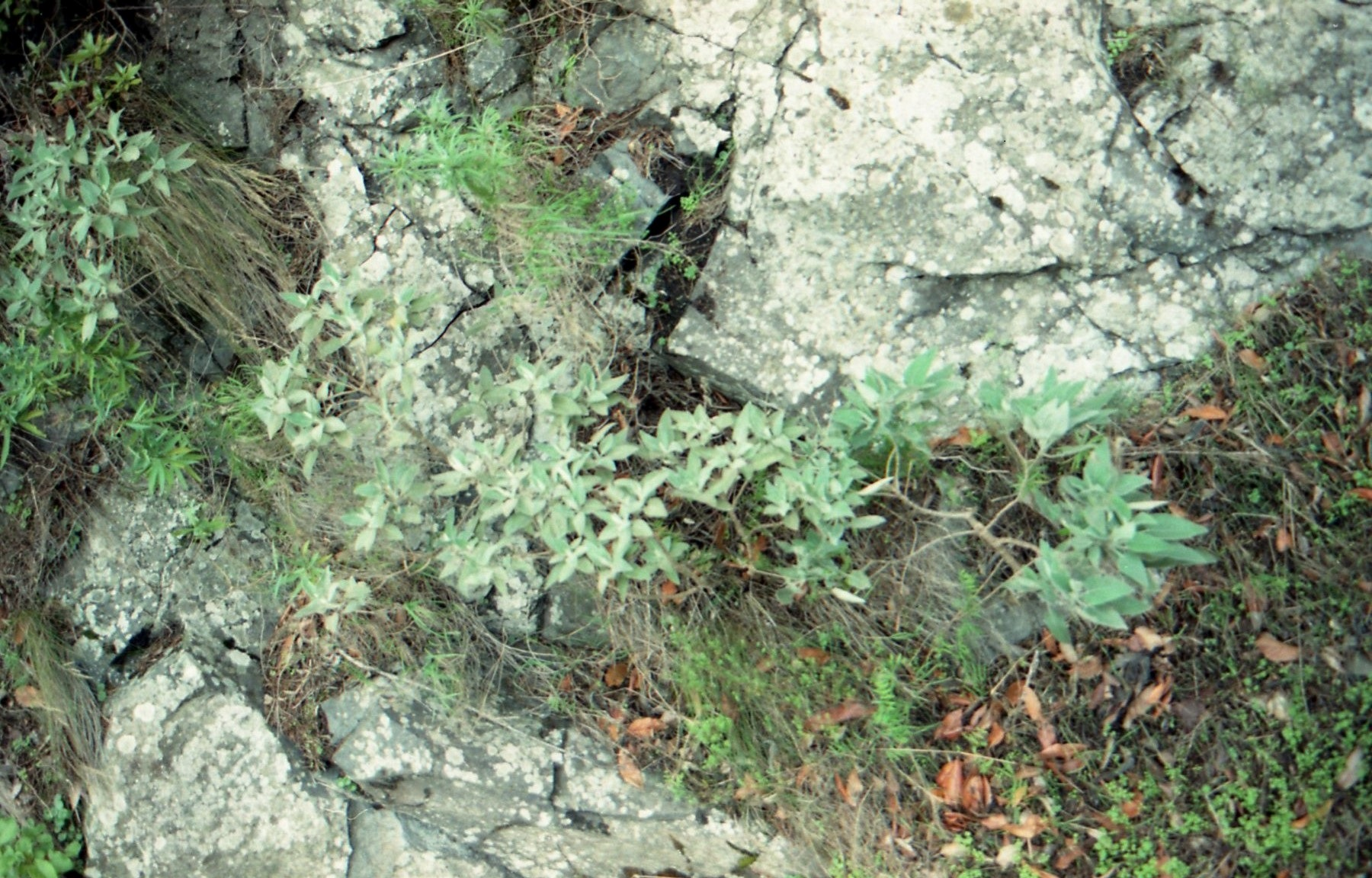
Sideritis candicans
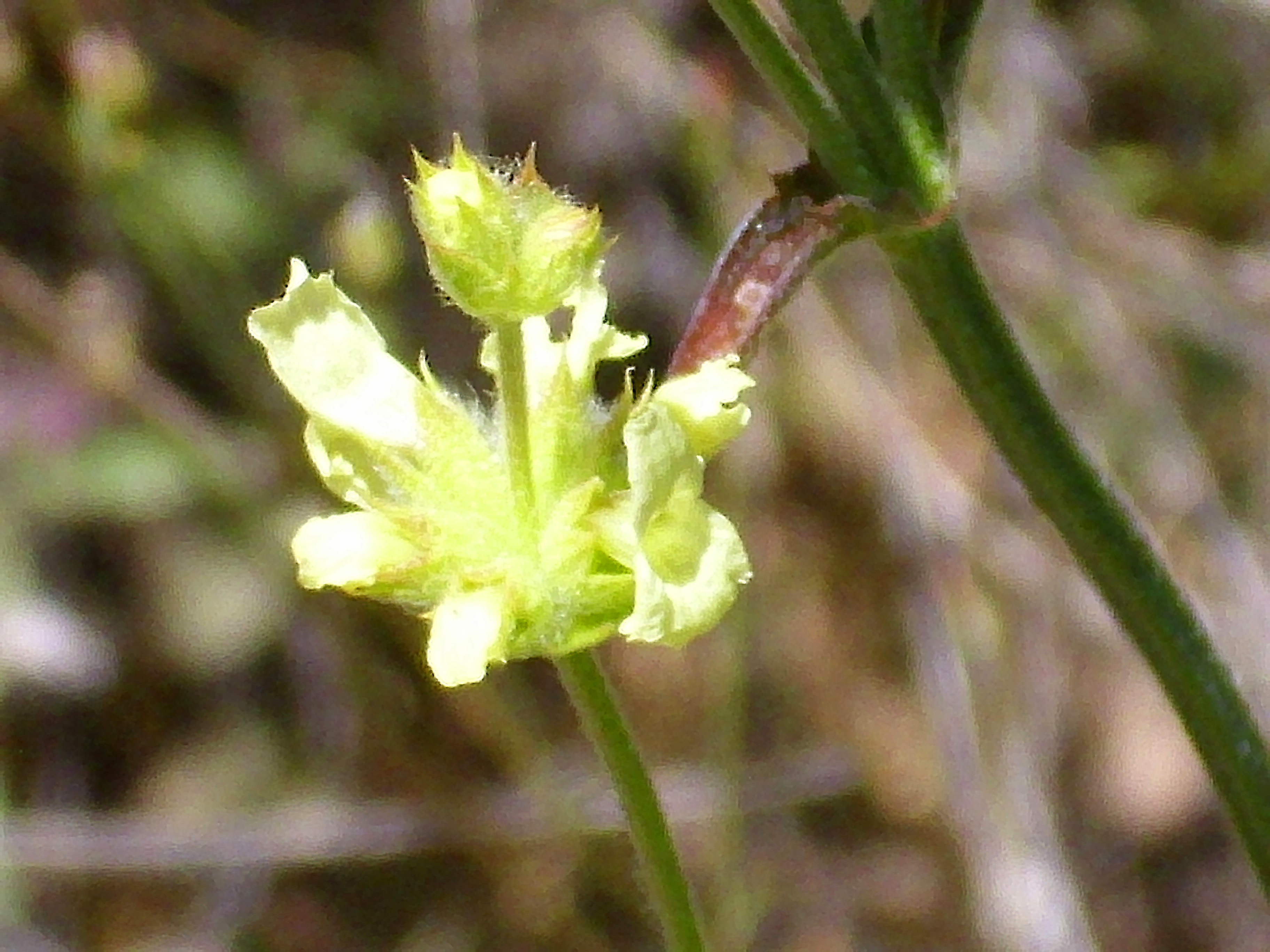
Sideritis chamaedryfolia
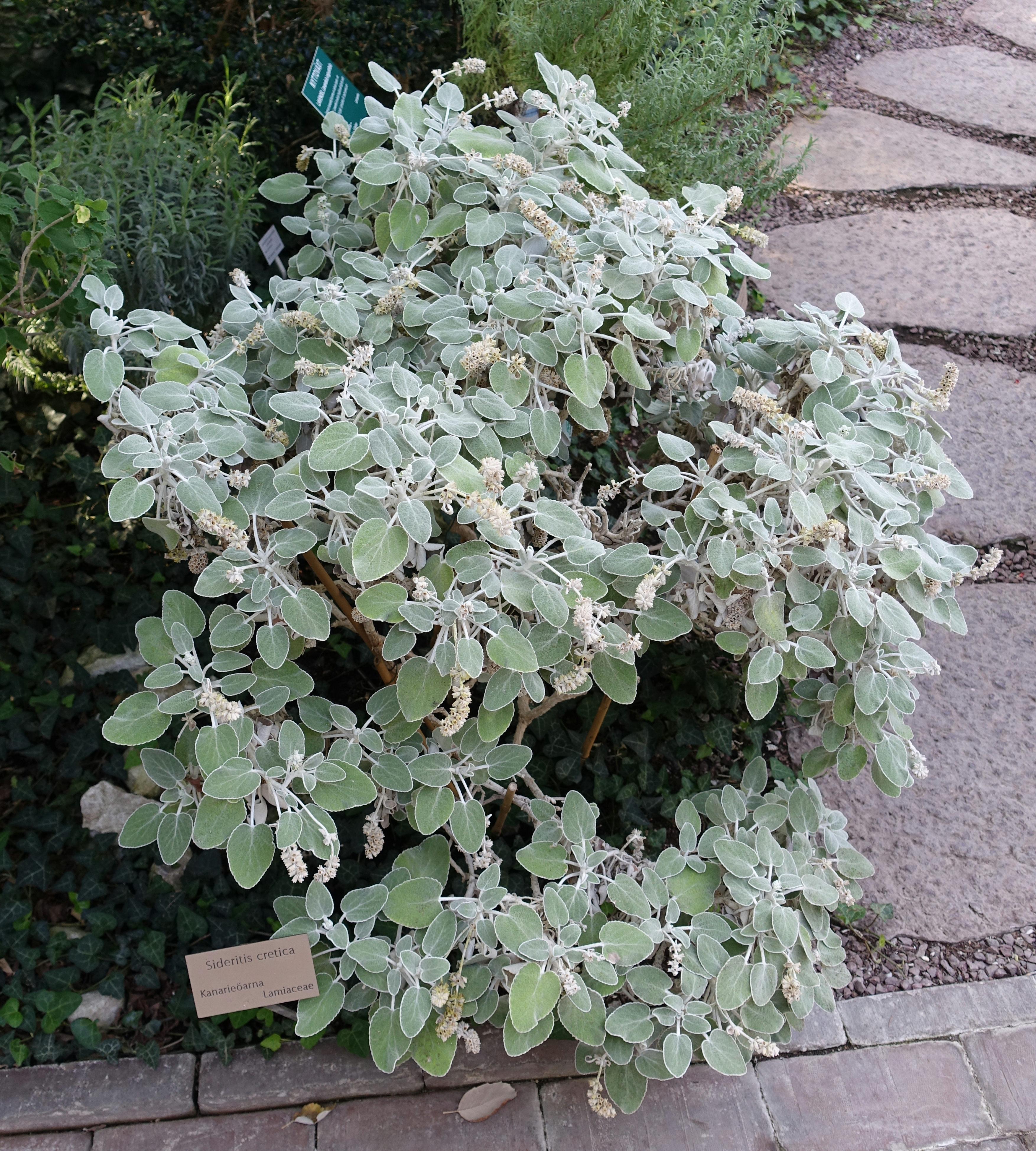
Sideritis cretica
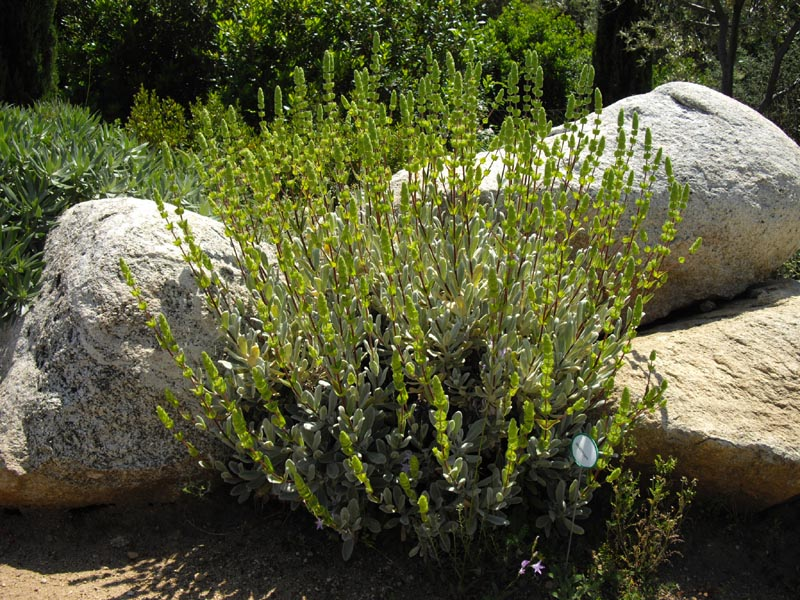
Sideritis cypria

## D
- Sideritis dasygnaphala (Webb & Berthel.) Clos, 1861
- Sideritis dendrochahorra Bolle, 1860
- Sideritis dianica D.Rivera & al., 1991
- Sideritis dichotoma Huter, 1907
- Sideritis discolor Willd. ex Bolle, 1860
- Sideritis dubia Coulomb, 1999

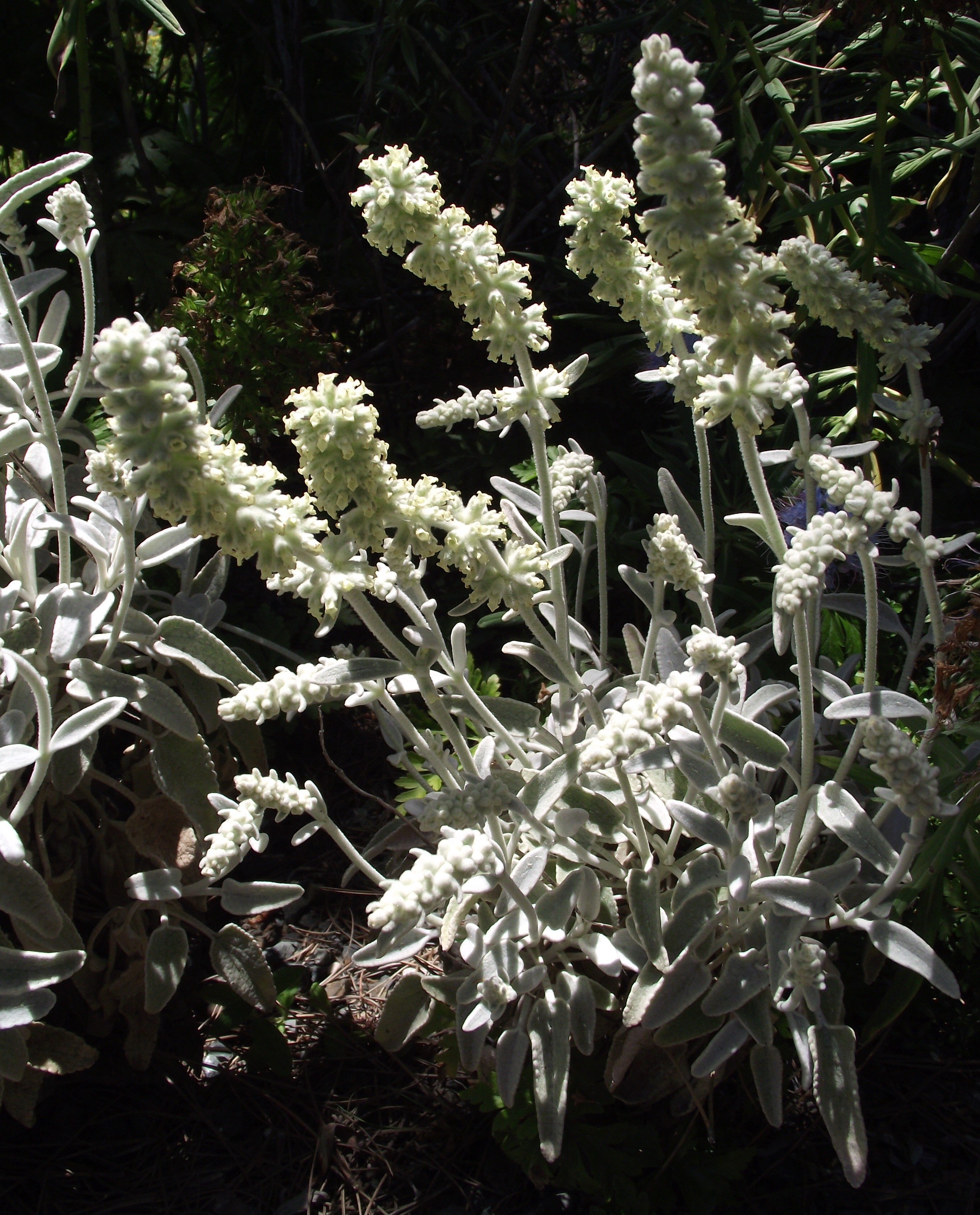
Sideritis dasygnaphala

## E
- Sideritis endressii Willk., 1859
- Sideritis eriocephala Marrero Rodr. ex Negrín & P.Pérez, 1988
- Sideritis erythrantha Boiss. & Heldr., 1853
- Sideritis euboea Heldr., 1900
- Sideritis euxina Juz., 1951

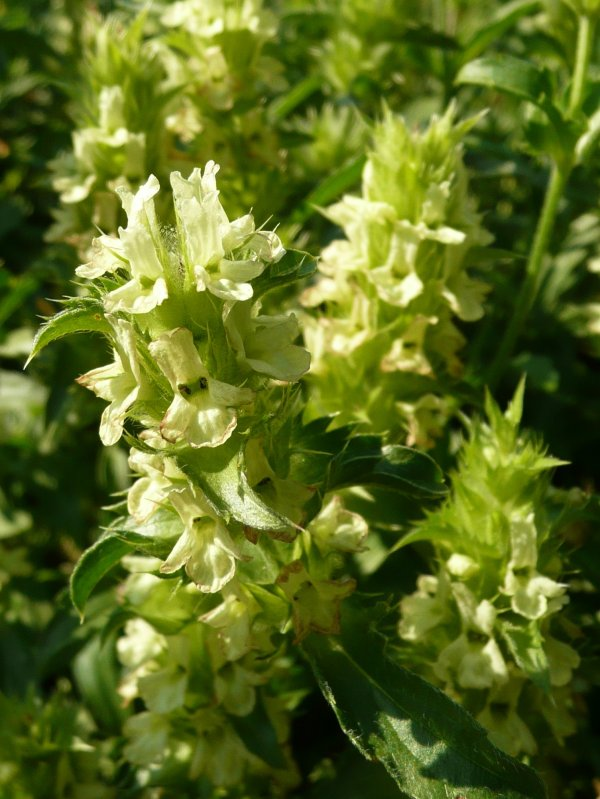
Sideritis endressii

## F
- Sideritis ferrensis P.Pérez & Négrin, 1992
- Sideritis flaviflora Obón & D.Rivera, 1994
- Sideritis fontiqueriana Peris, Romo & Stübing, 1995
- Sideritis fruticulosa Pourr., 1788

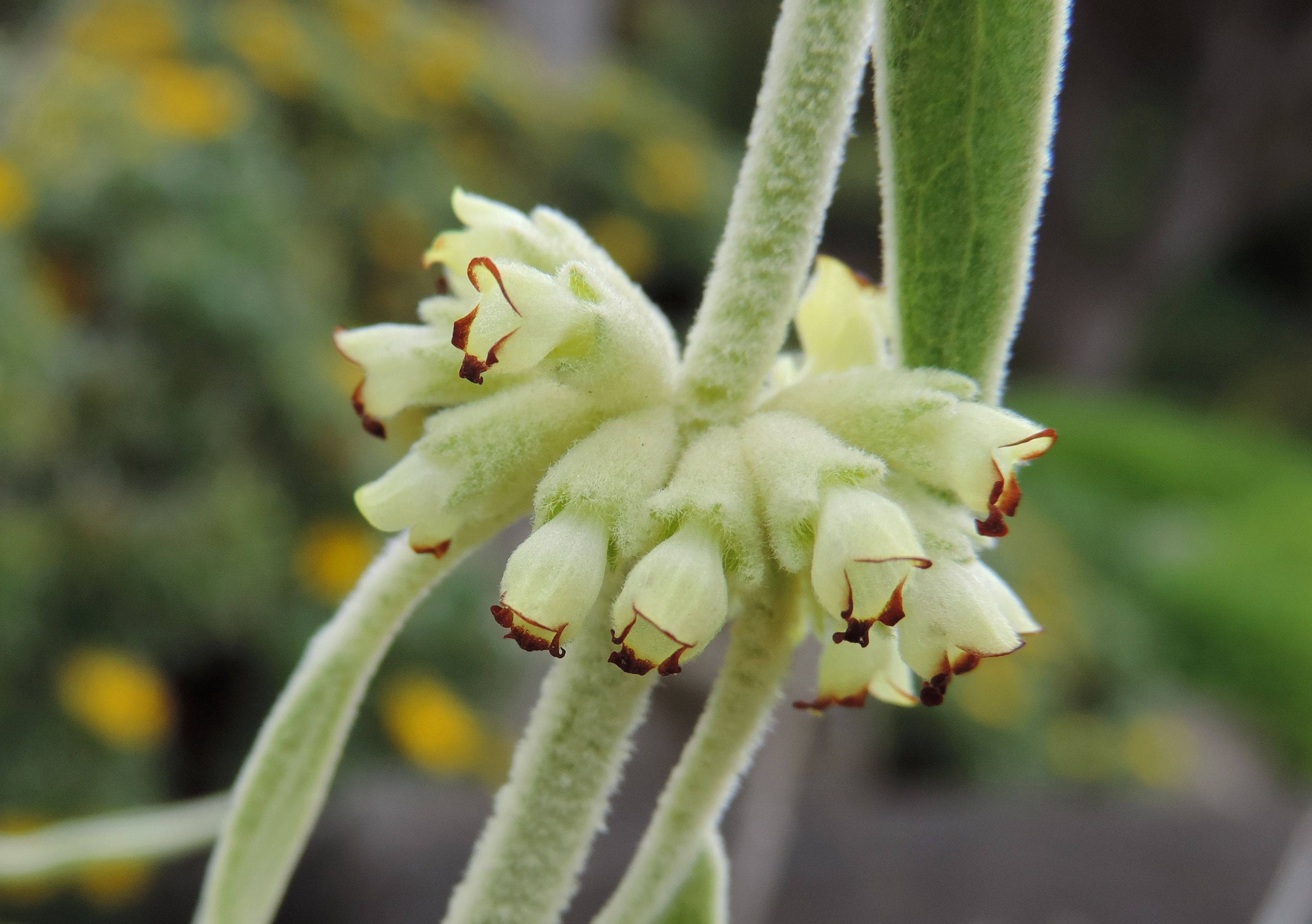
Sideritis ferrensis

## G
- Sideritis galatica Bornm., 1932
- Sideritis germanicopolitana Bornm., 1932
- Sideritis gineslopezii Obón & D.Rivera, 1994
- Sideritis glacialis Boiss., 1838
- Sideritis glauca Cav., 1793
- Sideritis gomerae Bolle, 1860
- Sideritis gossypina Font Quer, 1936
- Sideritis grandiflora Salzm. ex Benth., 1834
- Sideritis guayedrae Marrero Rodr., 2008
- Sideritis gulendamii H.Duman & Karaveliogullari, 1996
- Sideritis guyoniana Boiss. & Reut., 1852

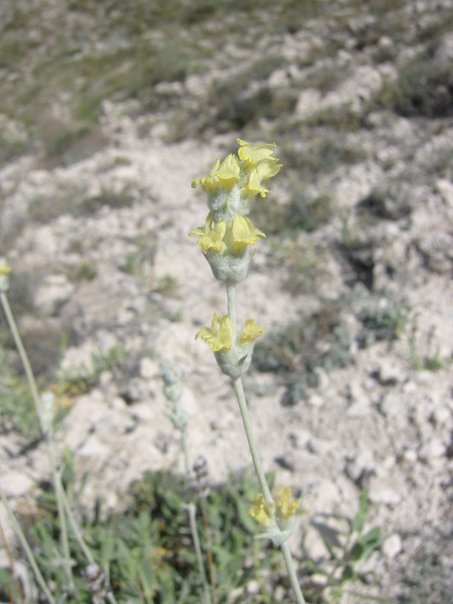
Sideritis gulendamii
Sideritis gomerae

## H
- Sideritis hirsuta L., 1753
- Sideritis hispida P.H.Davis, 1951
- Sideritis hololeuca Boiss. & Heldr., 1853
- Sideritis huber-morathii Greuter & Burdet, 1985
- Sideritis hyssopifolia L., 1753

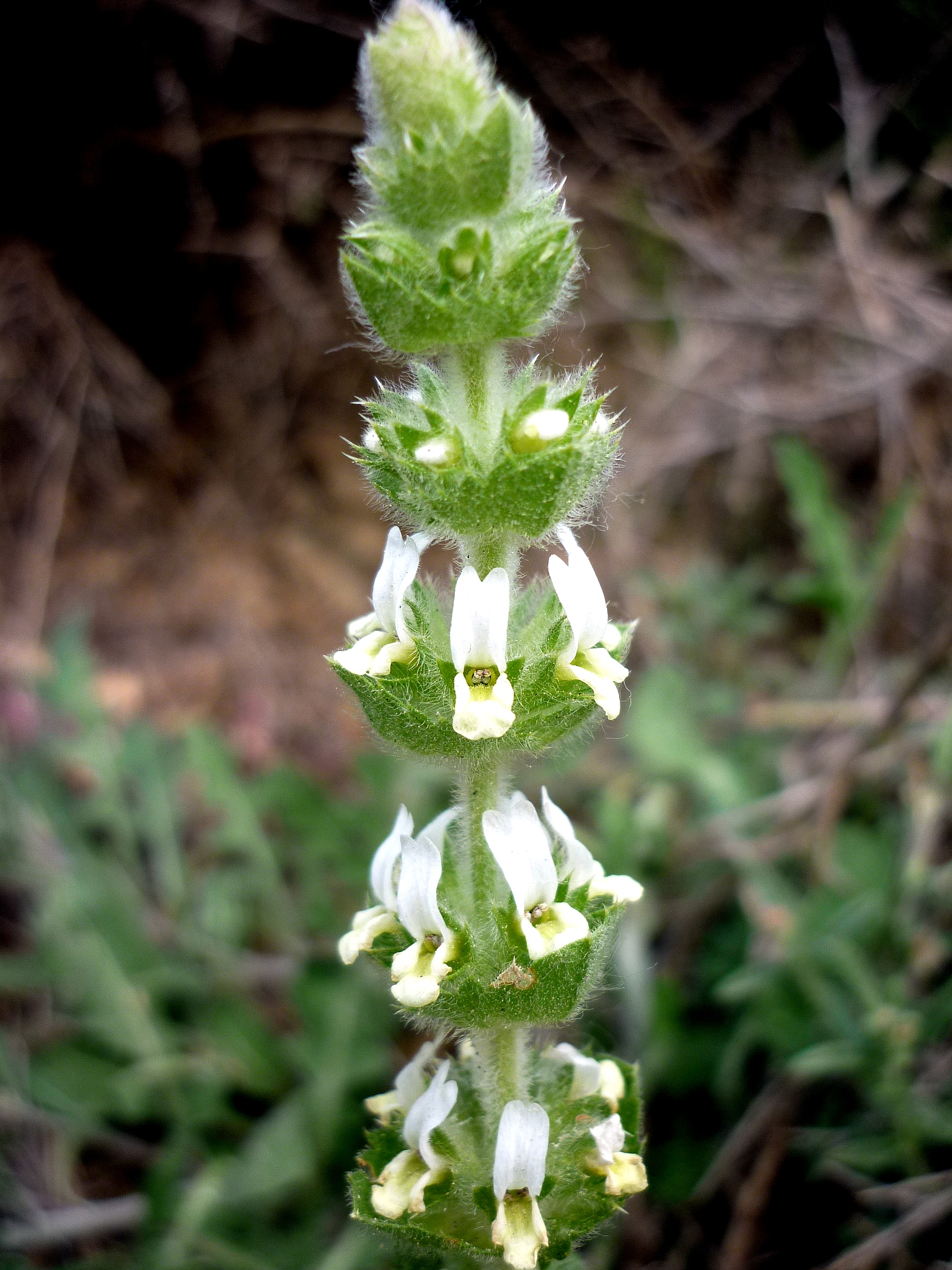
Sideritis hirsuta
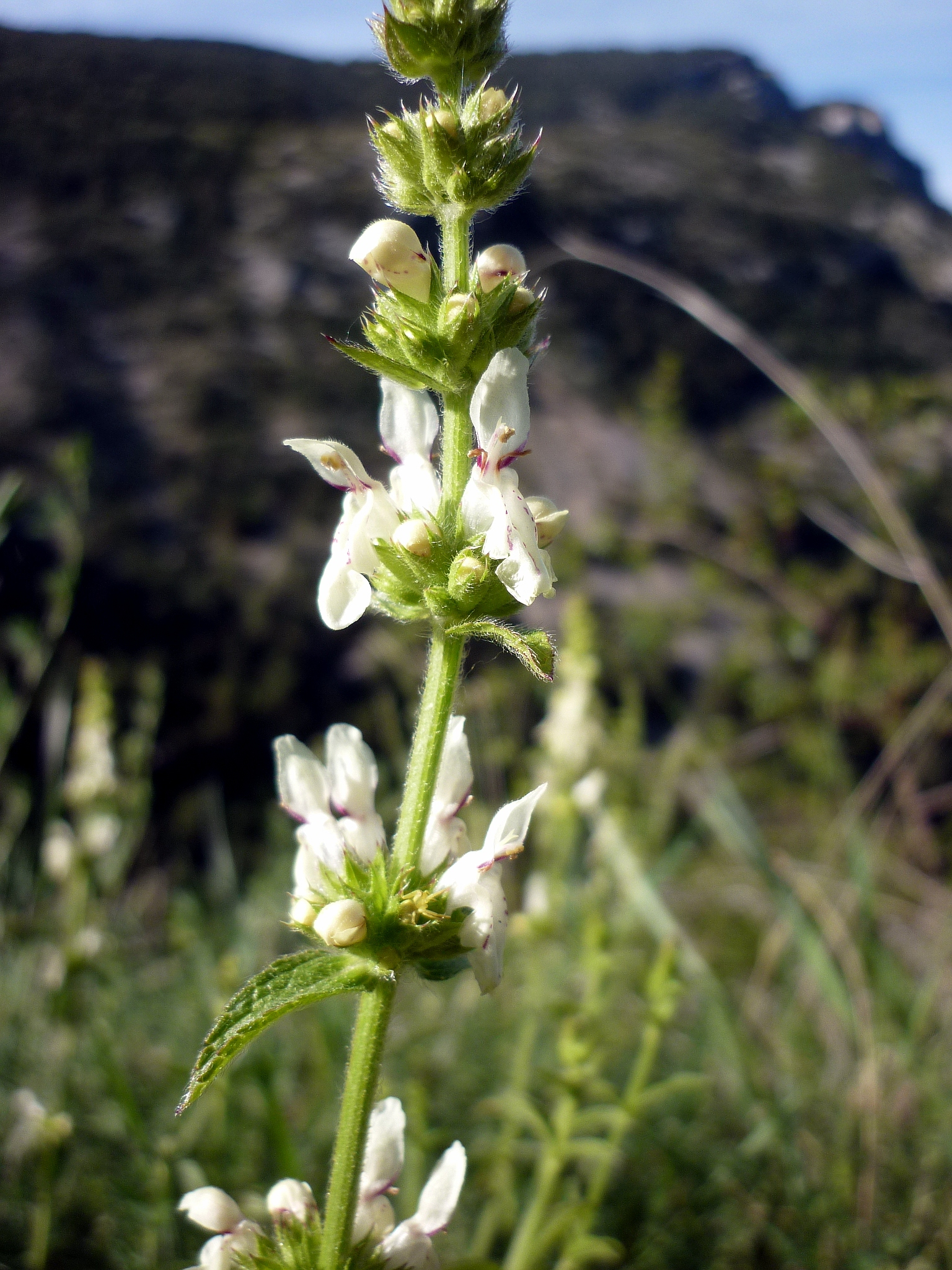
Sideritis hyssopifolia

## I
- Sideritis ibanyenzii Pau, 1903
- Sideritis ibrahinii Obón & D.Rivera, 1994
- Sideritis ilicifolia Willd., 1809
- Sideritis imbricata H.Lindb., 1932
- Sideritis incana L., 1763
- Sideritis infernalis Bolle, 1860
- Sideritis italica (Mill.) Greuter & Burdet, 1985

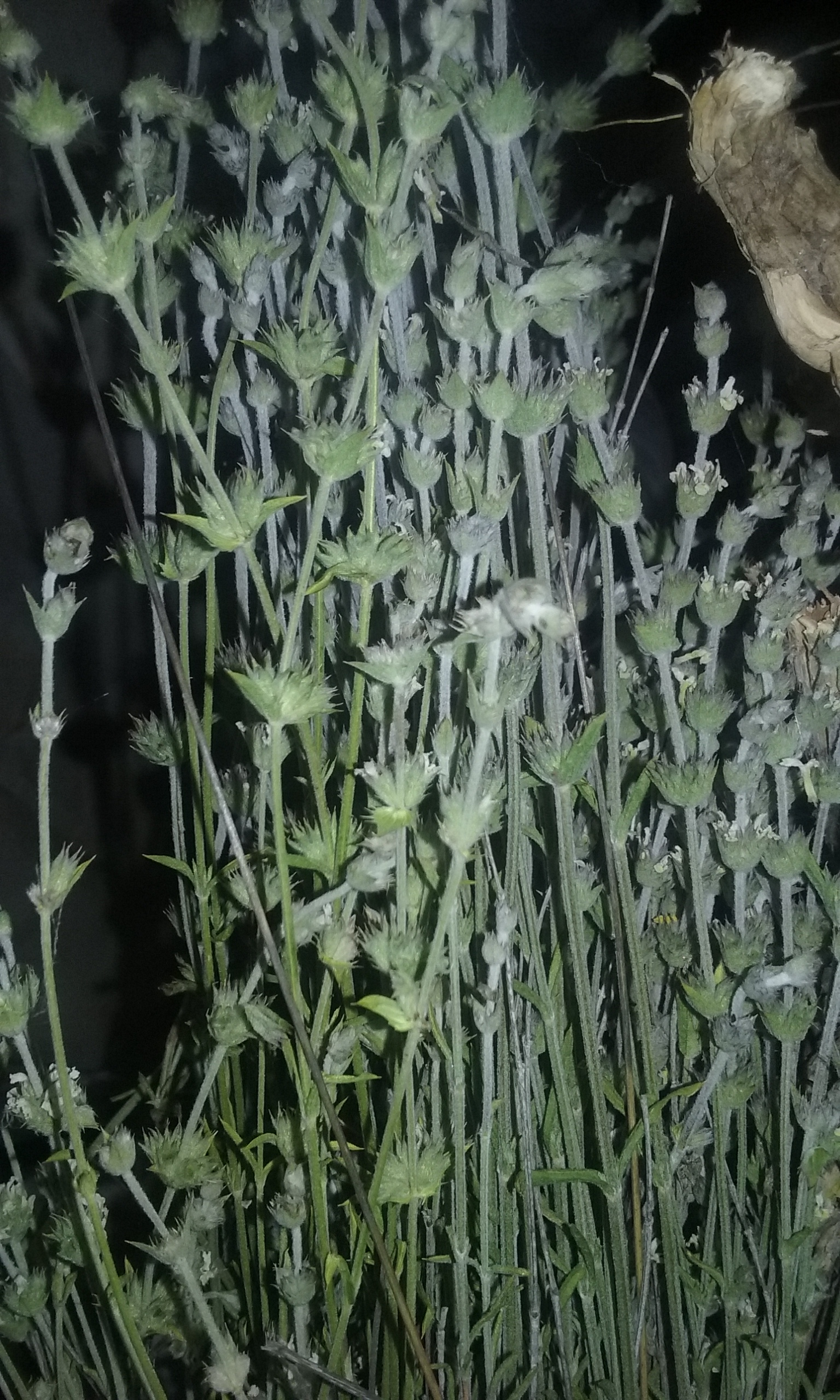
Sideritis incana

## J
- Sideritis jahandiezii Font Quer, 1924

## K
- Sideritis kuegleriana Bornm., 1924

## L
- Sideritis lacaitae Font Quer, 1924
- Sideritis lanata L., 1759
- Sideritis lasiantha Juss. ex Pers., 1806
- Sideritis laxispicata (Degen & Debeaux) Socorro, I.Tarrega & Zafra, 1984
- Sideritis leptoclada O.Schwarz & P.H.Davis, 1949
- Sideritis leucantha Cav., 1797
- Sideritis libanotica Labill., 1812
- Sideritis lotsyi (Pit.) Ceballos & Ortuño, 1951
- Sideritis lurida J.Gay ex Lacaita, 1929
- Sideritis lycia Boiss. & Heldr., 1853

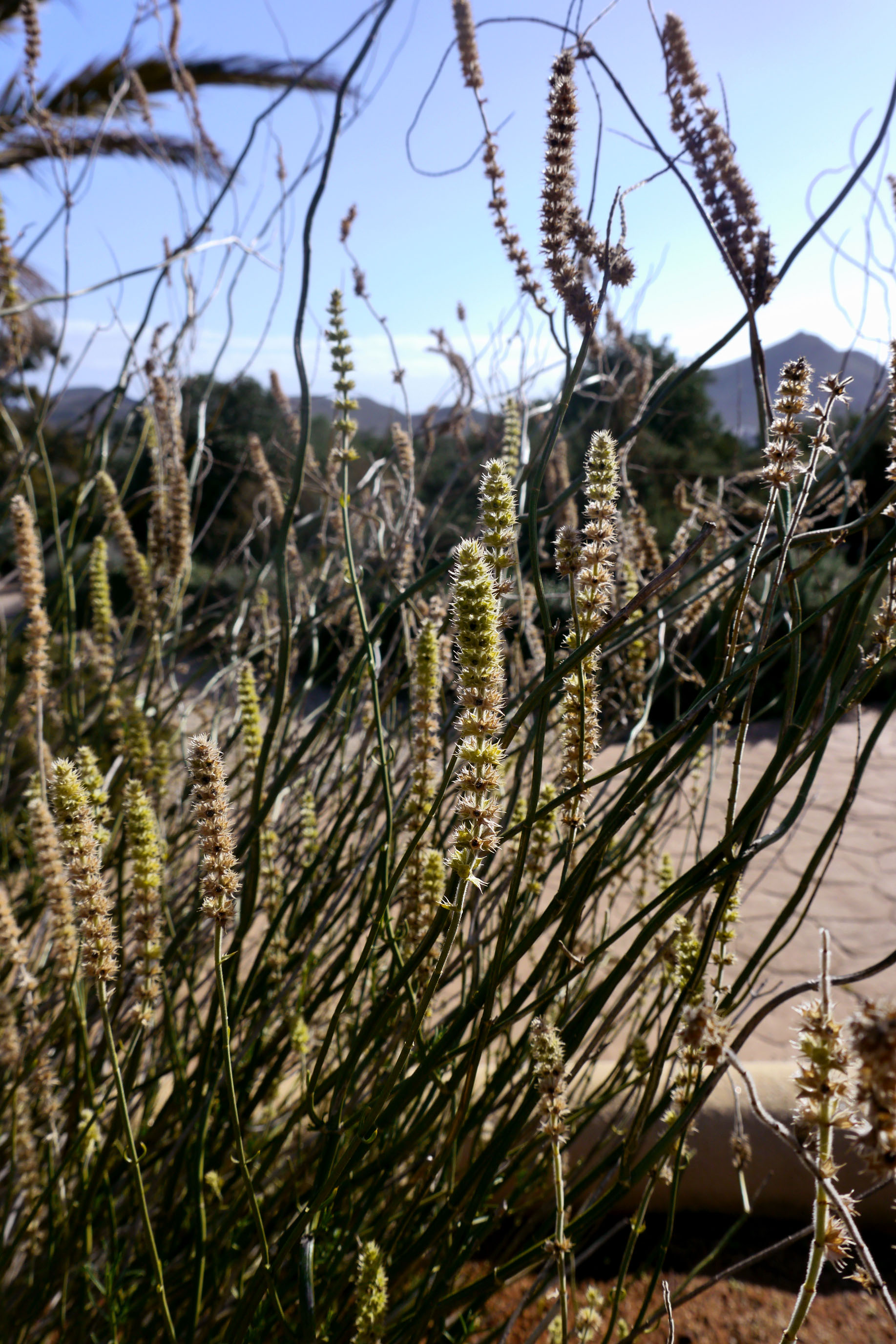
Sideritis lasiantha
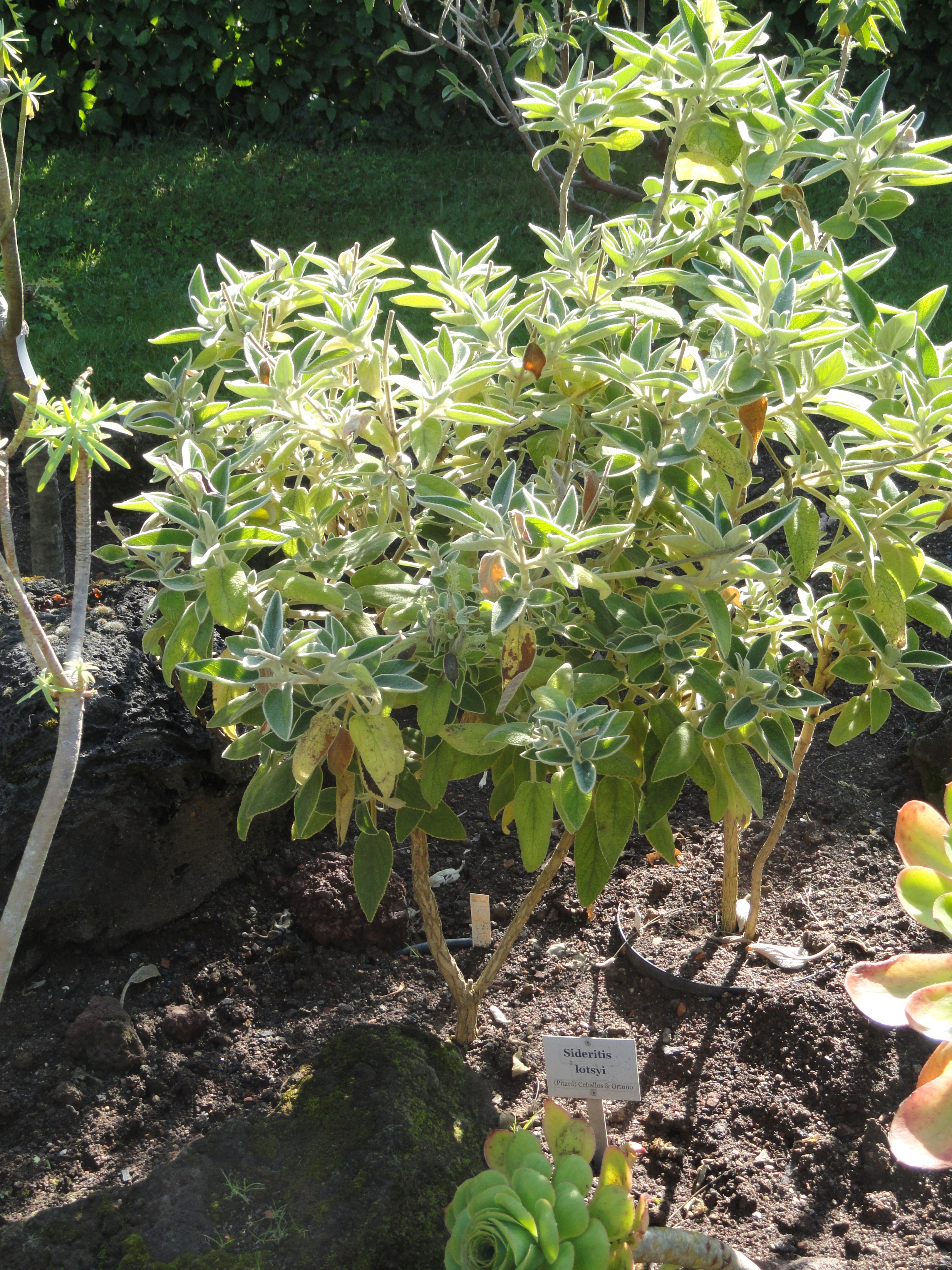
Sideritis lotsyi

## M
- Sideritis macrostachys Poir., 1811
- Sideritis maireana Font Quer & Pau, 1928
- Sideritis marianica Obón & D.Rivera, 1994
- Sideritis marminorensis Obón & D.Rivera, 1994
- Sideritis marmorea Bolle, 1860
- Sideritis matris-filiae Emb. & Maire, 1929
- Sideritis maura Noë, 1852
- Sideritis mezgouti Molero & J.M.Monts., 2006
- Sideritis mohamedii Rejdali, 1988
- Sideritis molinae Stübing, Peris & Figuerola, 1993
- Sideritis montana L., 1753
- Sideritis montserratiana Stübing & al., 1994
- Sideritis munyozgarmendiae Obón & D.Rivera, 1994

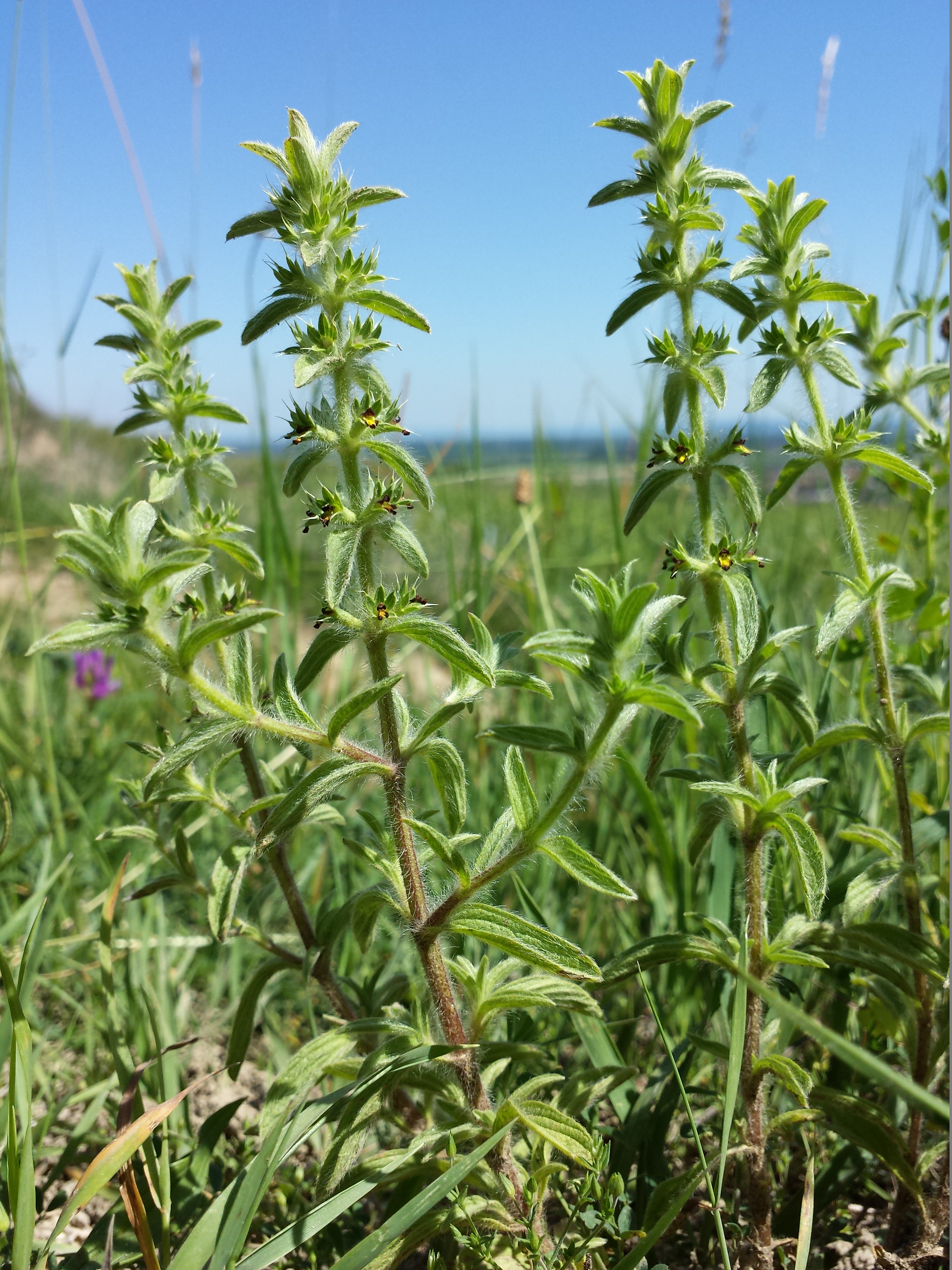
Sideritis montana
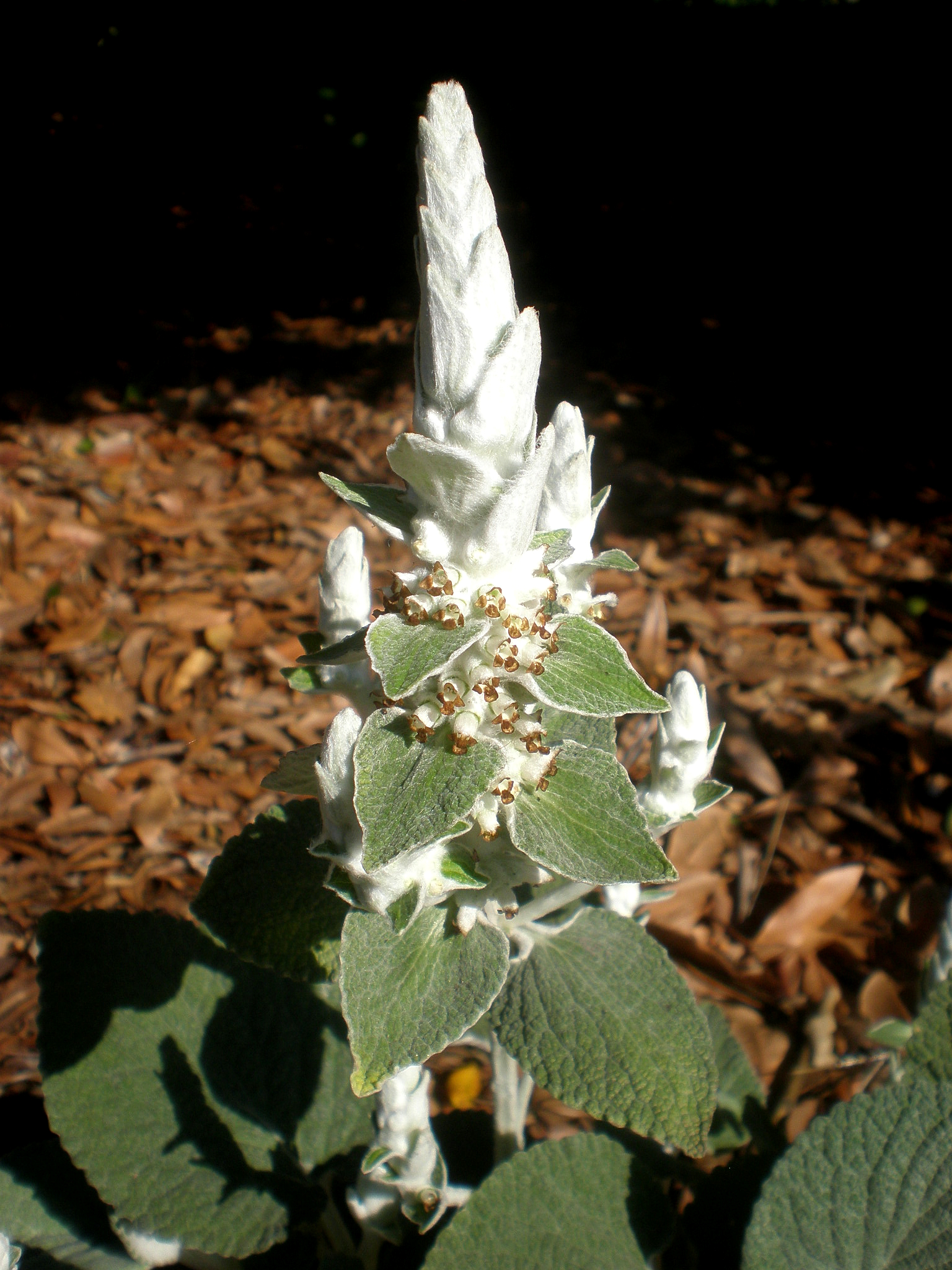
Sideritis macrostachys

## N
- Sideritis nervosa (Christ) Linding., 1926
- Sideritis niveotomentosa Hub.-Mor., 1978
- Sideritis nutans Svent., 1960

## O
- Sideritis ochroleuca Noë ex Willk., 1859
- Sideritis oroteneriffae Négrin & P.Pérez, 1988
- Sideritis ortonedae Obón & D.Rivera, 1994
- Sideritis osteoxylla (Pau ex Vicioso) Alcaraz & al., 1987
- Sideritis ovata Cav., 1791
- Sideritis ozturkii Aytaç & Aksoy, 2000

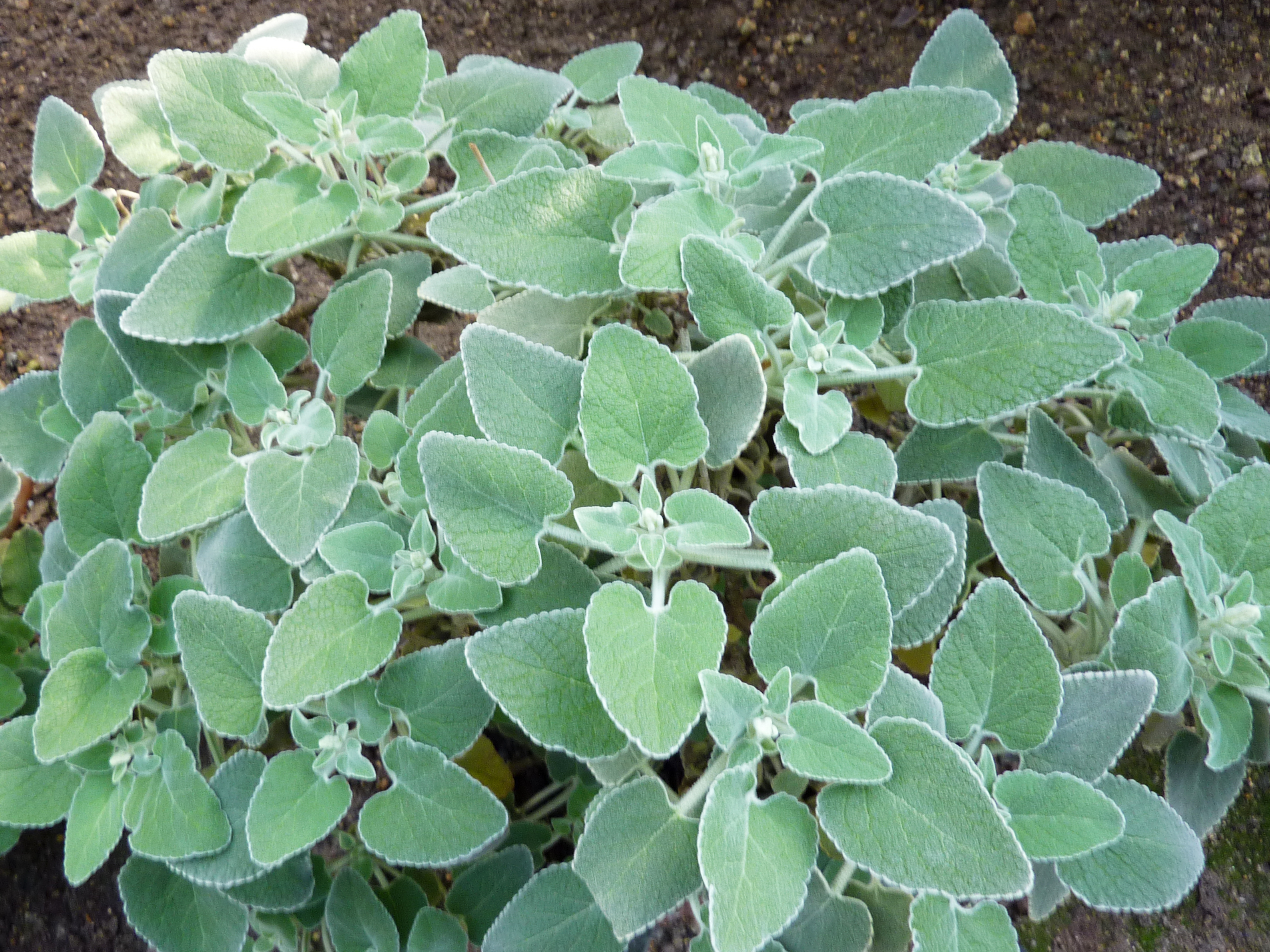
Sideritis oroteneriffae
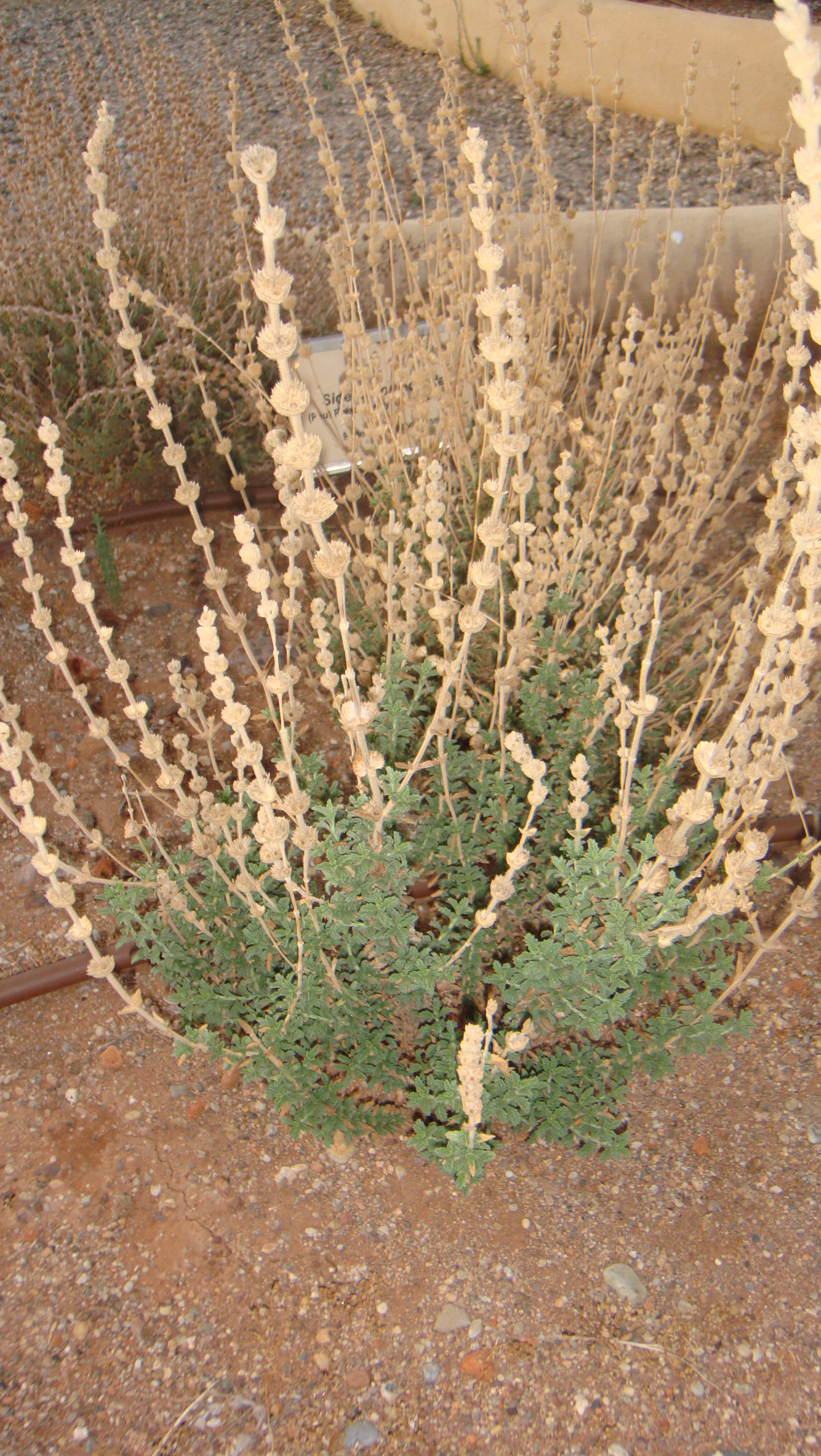
Sideritis osteoxylla

## P
- Sideritis paulii Pau, 1921
- Sideritis perfoliata L., 1753
- Sideritis phlomoides Boiss. & Balansa, 1859
- Sideritis phrygia Bornm., 1932
- Sideritis pisidica Boiss. & Heldr., 1853
- Sideritis pullulans Vent., 1803
- Sideritis pumila (Christ) Mendoza-Heuer, 1974
- Sideritis pungens Benth., 1834
- Sideritis pusilla (Lange) Pau, 1906

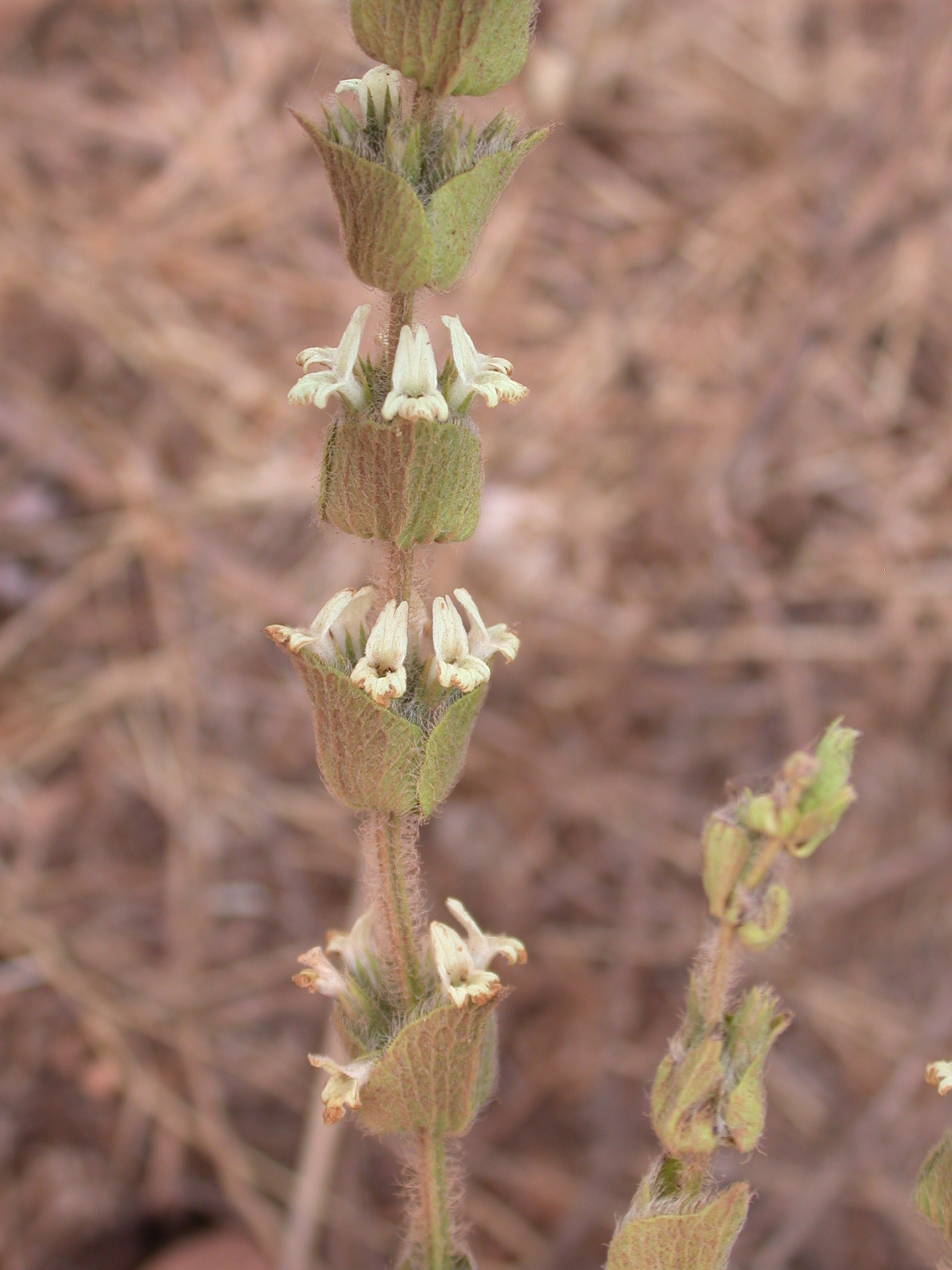
Sideritis perfoliata
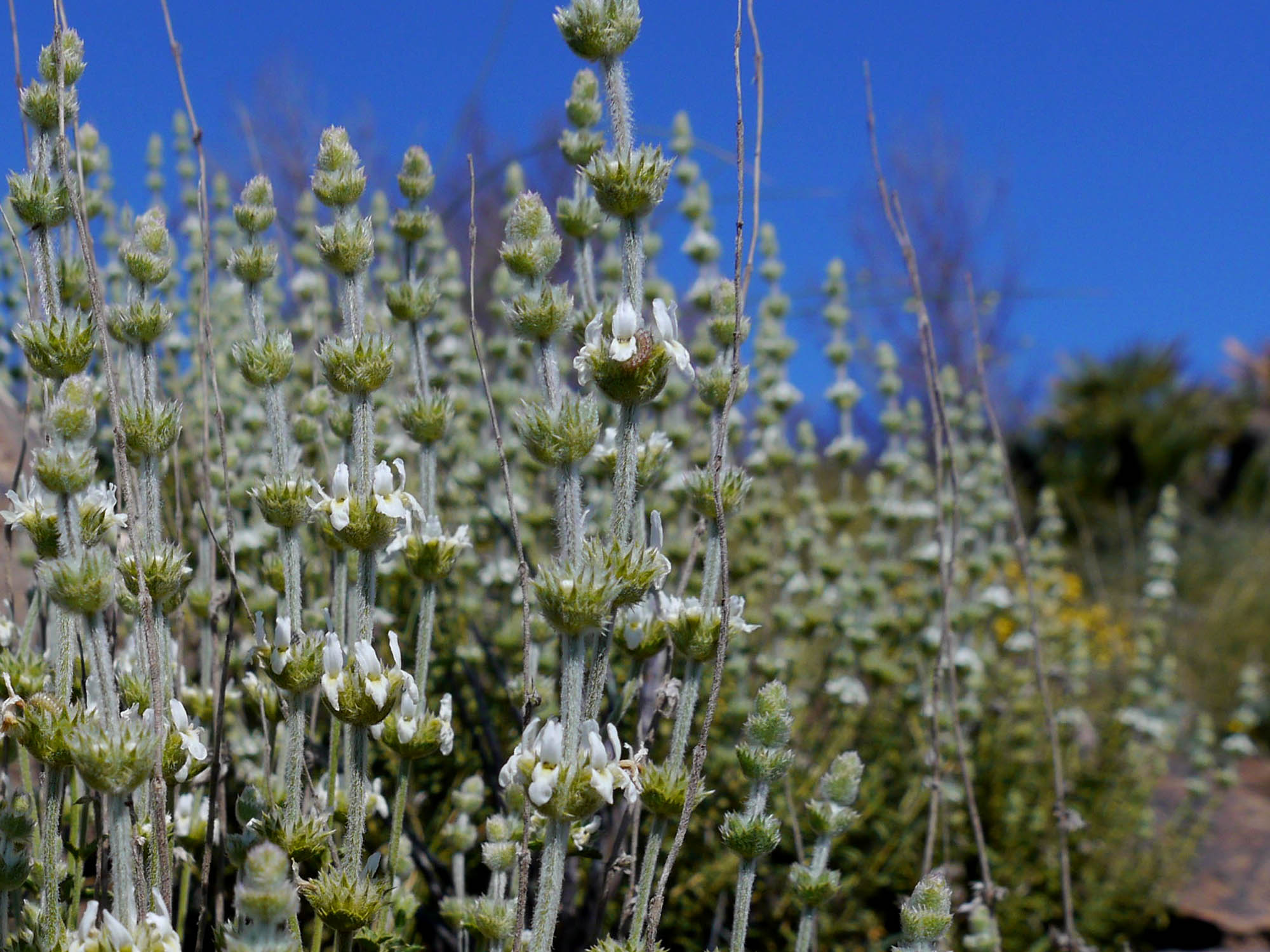
Sideritis pusilla

## R
- Sideritis raeseri Boiss. & Heldr., 1859
- Sideritis reverchonii Willk., 1893
- Sideritis romana L., 1753
- Sideritis romoi Peris & al., 1995
- Sideritis rubriflora Hub.-Mor., 1978

## S
- Sideritis sauvageana D.Rivera & Obón, 1994
- Sideritis scardica Griseb., 1844
- Sideritis serrata Cav. ex Lag., 1816
- Sideritis serratifolia Hub.-Mor., 1978
- Sideritis sierrarafolsiana Roselló & al., 1998
- Sideritis sipylea Boiss., 1844
- Sideritis soluta Clos, 1861
- Sideritis spinulosa Barnades ex Asso, 1784
- Sideritis stachydioides Willk., 1850
- Sideritis stricta Benth., 1848
- Sideritis subatlantica Batt., 1919
- Sideritis sventenii (G.Kunkel) Mend.-Heuer, 1975
- Sideritis syriaca L., 1753

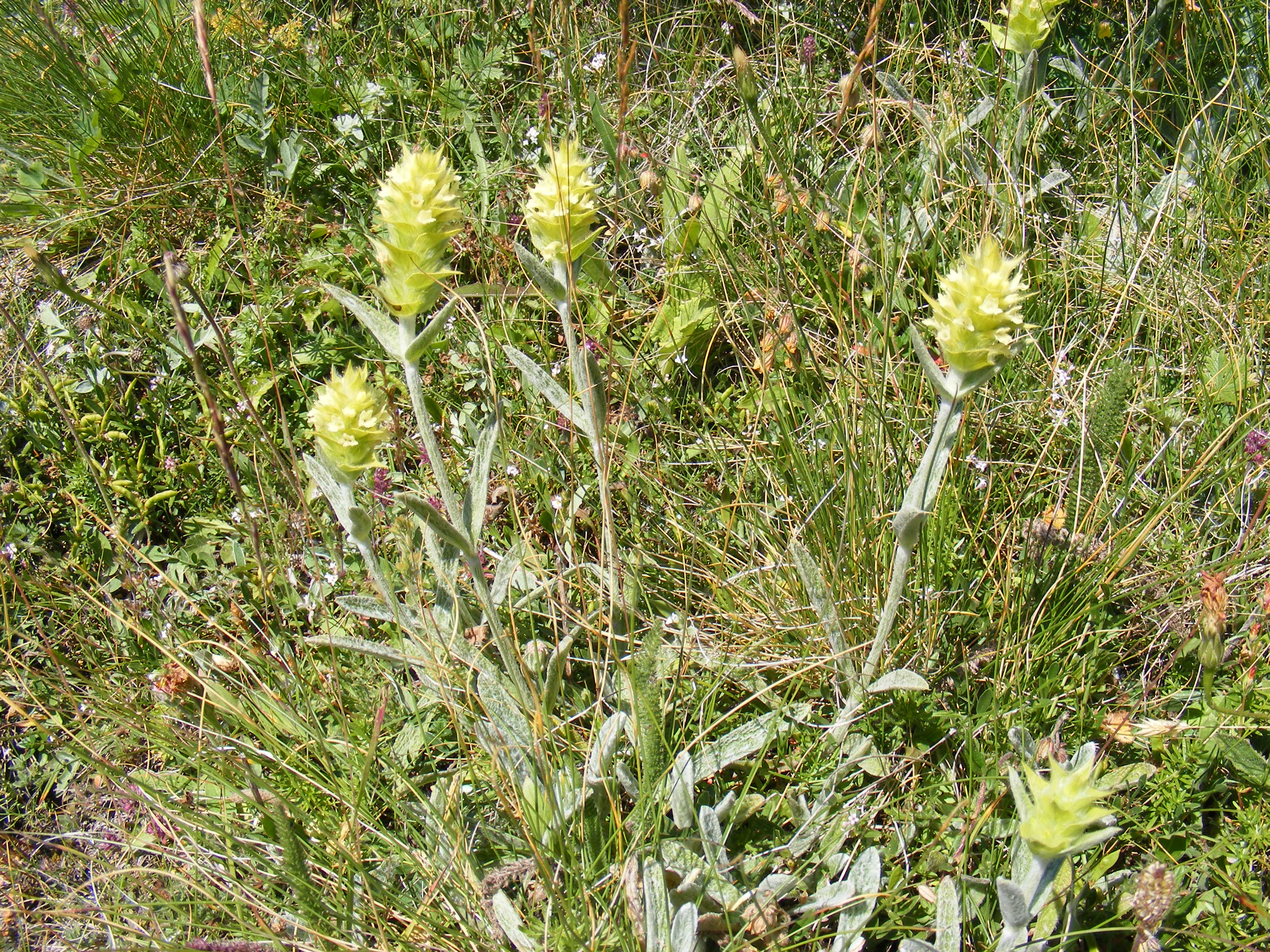
Sideritis scardica
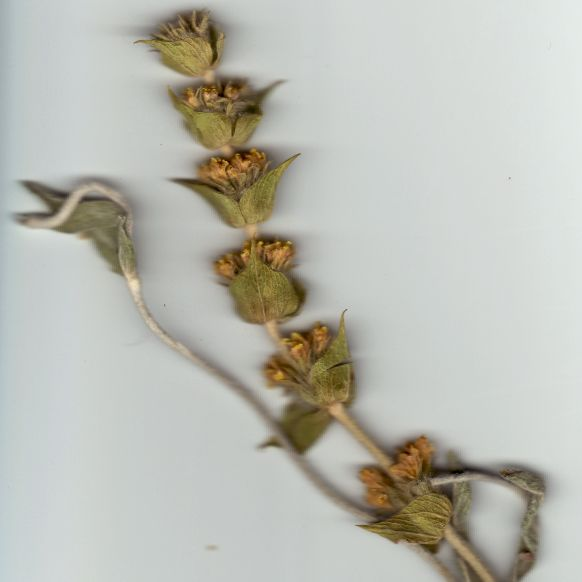
Sideritis syriaca

## T
- Sideritis tafraoutiana Obón & D.Rivera, 1994
- Sideritis taurica Steph. ex Willd., 1800
- Sideritis tmolea P.H.Davis, 1952
- Sideritis tragoriganum Lag., 1816
- Sideritis trojana Bornm., 1932
- Sideritis tugiensis S.Ríos, M.B.Crespo & D.Rivera, 2001
- Sideritis tunetana (Murb.) Obón & D.Rivera, 1994

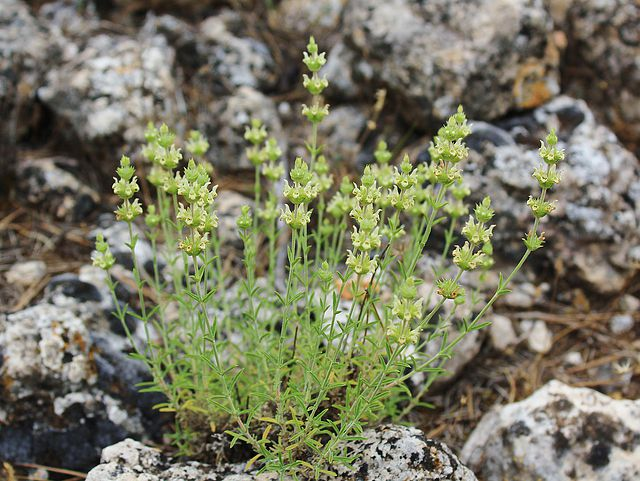
Sideritis tragoriganum

## V
- Sideritis velayosiana Peris & al., 1995
- Sideritis villosa Coss. & Ball, 1873
- Sideritis viridifolia Dulac, 1867
- Sideritis vulcanica Hub.-Mor., 1978
- Sideritis vuralii H.Duman & Baser, 1998